# Louis Wolfgang Bondy
Louis Wolfgang Bondy (geboren 19. Juni 1910 in Charlottenburg; gestorben 10. Juni 1993 in London) war ein deutsch-britischer Buchhändler und Kommunalpolitiker.

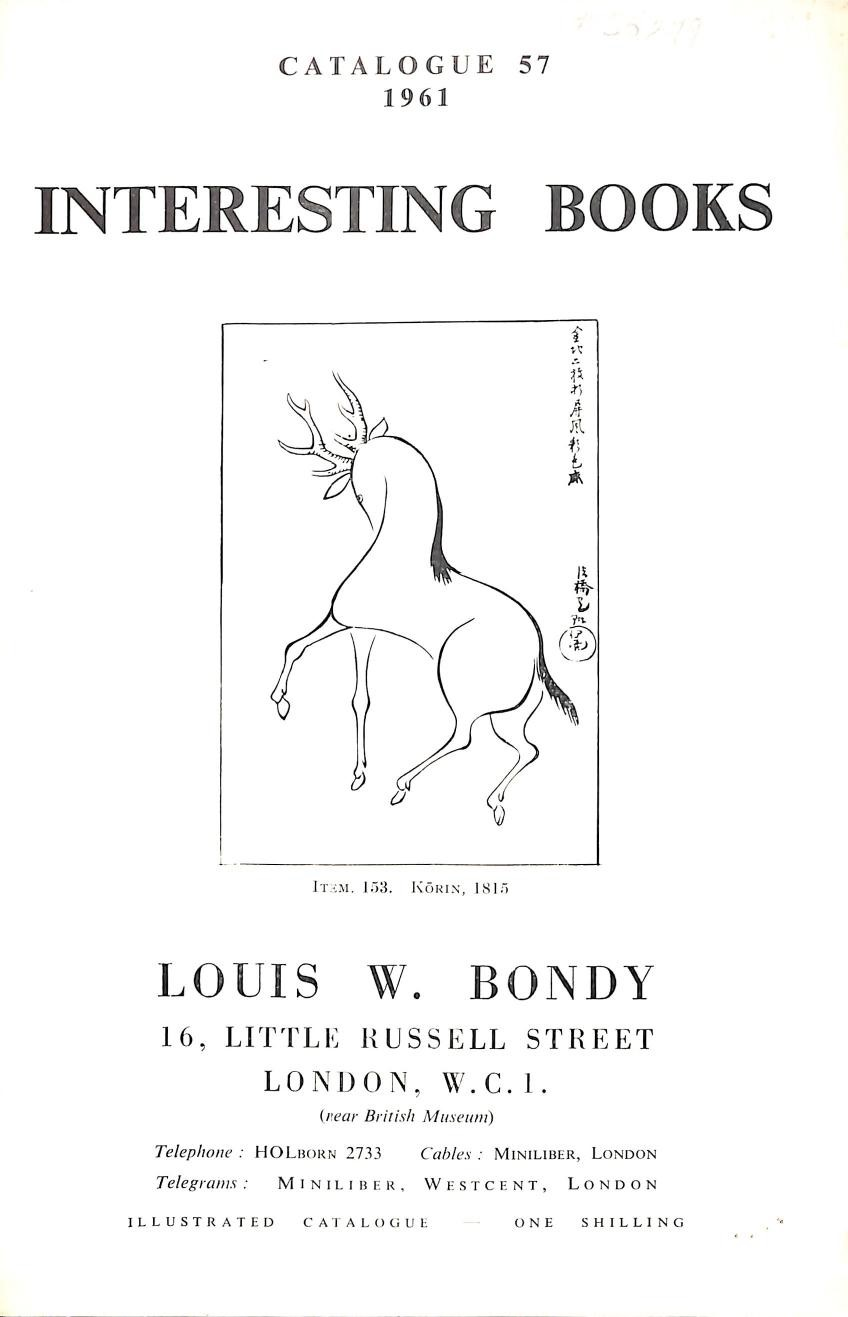
Bondy bietet Ogata Kōrin an (1961)

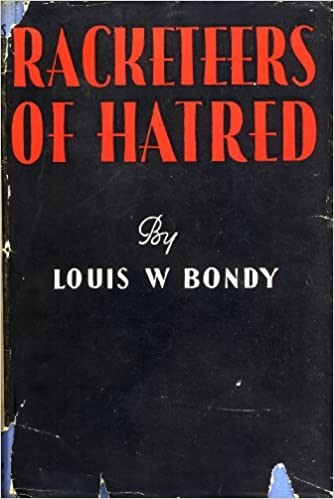
Julius Streichers Schlägertruppen (1946)

## Leben
Louis Wolfgang Bondy war ein Sohn des Journalisten Josef Adolf Bondy und der Olga Freudenthal. Er begann 1928 ein Architekturstudium an der TH Berlin und an der Universität Genf, brach dies ab und arbeitete ab 1930 als Journalist beim Berliner Börsen-Courier und ab 1932 als Pariser Auslandskorrespondent für die Berliner Deutsche Allgemeine Zeitung. Nach der Machtergreifung der Nationalsozialisten wurde er im Juli 1933 aufgrund jüdischer Herkunft entlassen. Er schlug sich 1934 in Spanien mit Hilfsarbeiten durch und ab Oktober 1936 als Sprachlehrer in London. Er wurde im April 1938 von Alfred Wiener für das Jewish Central Information Office (JCIO) in Amsterdam angestellt. Ab Mitte 1939 leitete er das Büro des JCIO in London unter der Aufsicht des Political Intelligence Department. Nach Kriegsende wurde er als Vernehmungsoffizier bei den Nürnberger Prozessen eingesetzt.
Bondy eröffnete ein Buchantiquariat in der Little Russell Street in Bloomsbury und spezialisierte sich auf Miniaturbücher und Karikaturen. Er wurde in die Antiquarian Booksellers Association aufgenommen und engagierte sich in den 1950er Jahren bei der Planung der International Antiquarian Book Fair.
1958 trat er als Stadtrat der Labour Party in die Kommunalpolitik ein: Er wurde als Mitglied des Londoner Bezirksrats gewählt und vertrat Holborn und St. Pancras South bis zur Abschaffung des Bezirksrats. Er wurde Mitglied des Greater London Council (GLC), der den London County Council ersetzte. Im GLC vertrat er Camden 1964–1967, Islington 1970–1973 und Islington North 1973–1981. Er war Vorsitzender des Historic Buildings Board im GLC.

## Schriften (Auswahl)
- Racketeers of hatred : Julius Streicher and the Jewbaiters' international. London: Newman Wolsey, 1946
- Miniature books: their history from the beginnings to the present day. London: Sheppard Press, 1981
  - Miniaturbücher – Von den Anfängen bis heute. Übersetzung Heike Pressler. München: Karl Pressler, 1988